# Beate Ritz
Beate R. Ritz ist eine deutsche Medizinerin und Epidemiologin.

## Leben
Beate Ritz ist in Deutschland geboren und aufgewachsen. Sie studierte an der Universität Hamburg Medizin und Medizinische Soziologie (jeweils Promotionen 1983 bzw. 1987). Sie forschte an der Psychiatrischen Uniklinik in Hamburg von 1987–1989 und erwarb in Epidemiologie einen weiteren Doktorgrad. Sie verließ ihren Heimatort Datterode und wanderte nach Kalifornien aus. Dort war sie ab 1995 an der University of California Los Angeles (UCLA) tätig.
Anschließend wurde sie Professorin an der dortigen School of Public Health (am Dept. of Epidemiology, Fielding School of Public Health).
In Hamburg lernte sie den Puppenspieler und Filmemacher Steven Barr (später Steven Ritz-Barr) kennen, mit dem sie in Topanga lebt, wo ihre Kinder Julian und Leonard geboren wurden.
Ihre Forschungsschwerpunkte sind die gesundheitlichen Wirkungen von Berufs- und Umweltgiften wie Pestiziden, ionisierender Strahlung, Luftverschmutzung und chronische Krankheiten wie neurodegenerative Störungen, Krebs und Asthma.

## Veröffentlichungen (Auswahl)
- mit Barbara Hoffmann und Annette Peters: Auswirkungen von Feinstaub, Ozon und Stickstoffdioxid auf die Gesundheit. In: Deutsches Ärzteblatt. Band 116, Heft 51–52, 23. Dezember 2019, S. 881–886.
- mit Line Kenborg, Kathrine Rugbjerg, Pei-Chen Lee, Line Ravnskjær, Jane Christensen, Christina F. Lassen: Head injury and risk for Parkinson disease: Results from a Danish case-control study. In: Neurology. Band 84, Nr. 11, 2015, S. 1098–1103, doi:10.1212/WNL.0000000000001362, PMC 4371406 (freier Volltext)